# Педедзская волость
Педедзская волость (латыш. Pededzes pagasts) или Педедзенская волость — одна из шестнадцати территориальных единиц Алуксненского края Латвии.

## География
Находится на северо-востоке края, на левом берегу реки Педедзе. Граничит с Лиепнинской, Маркалненской и Яуналуксненской волостями своего края, а также с Лавровской волостью Печорского района Псковской области Российской Федерации.
Через Педедзскую волость проходят региональные автодороги P40 (Алуксне — Зайцева) и P42 (Виляка — Зайцева — российская граница), которые встречаются в районе деревни Зайцевой.
По территории волости протекают реки: Кудупе (Кудеб), Исанка, Шепица, Педедзе, Виргулица.

## Население
На начало 2015 года население волости составляло 635 человек.
По данным переписи населения Латвии 2011 года, из 736 жителей Педедзской волости русские составили 74,7 % (551 чел.), латыши —  20,5 % (151 чел.), украинцы —  1,5 % (11 чел.), др. —  3,3 %.
Крупнейшими населёнными пунктами волости являются сёла: Педедзе (волостной центр), Кюрши, Чистиги, Фюки, Стубурово, Зайцева.

## История
До 1920 года территория современной Педедзской волости (с деревнями Стуборовой и Зайцевой) в основном входила в Паниковскую волость Псковского уезда Псковской губернии, а также в Калнапедзскую волость Валкского уезда Лифляндской губернии и Мариенгаузенскую волость Люцинского уезда Витебской губернии (стык границ этих трёх губерний отмечен камнем). В 1920 году Россия признала независимость Латвии и Эстонии, таким образом территория, относящаяся к современной Педедзской волости, оказалась разделённой между Печорским уездом (эст. Petserimaa) Эстонии и Валкским уездом (латыш. Valkas apriņķis) Латвии. В 1923 году Эстония передала часть Лавровской волости (эст. Laura vald) Печорского уезда Латвии, и 1 июня 1924 года эта часть была объединена с частью бывшей Калнапедзской волости (латыш. Kalnapededzes pagasts), образовав Педедзскую волость (латыш. Pededzes pagasts).
Изначально волостное правление разместилось в старом школьном здании бывшей Калнапедзской волости, но уже осенью, с началом учебного года, оно перебирается в Калнапедедзскую мызу (латыш. Kalnapededzes muiža), откуда в скором времени переезжает в арендуемые у крестьян дома, находящиеся между Карауковой (латыш. Kraukova) и Сноповой (латыш. Snopova). Позднее эти дома с 3,5 га прилегающей земли выкупает самоуправление для застройки под нужды волости, и в сентябре 1928 года волостное правление перебирается в новопостроенное здание.
В 1935 году площадь Педедзской волости Валкского уезда составляла 126,5 км², при населении в 3040 жителей, в том числе: 1592 русских (52,4 %), 1322 латыша (43,5 %) и 105 эстонцев (3,5 %).
Летом 1937 года около здания волостного правления началось строительство Педедзской основной школы, 29 мая 1938 года президент Латвии Карлис Улманис посадил возле школы дуб.
23 августа 1944 года Указом Президиума Верховного Совета СССР со ссылкой на просьбы населения (среди которого преобладали этнические русские) и представления Президиума Верховного Совета Латвийской ССР и Президиума Верховного Совета РСФСР из состава Латвийской ССР в состав Псковской области РСФСР была передана восточная часть Абренского уезда, включавшая город Абрене (Пыталово) и шесть волостей: Каценскую (латыш. Kacēnu pagasts), Упмальскую (латыш. Upmales pagasts), Линовскую, Пурвмальскую (латыш. Purvmalas pagasts), Аугшпилсскую и Гавровскую; при этом в тексте Указа упоминались Толковская, Качановская и Вышгородская (Вышгородецкая) волости (в соответствии с административным делением на 1920 год). Педедзская волость осталась в составе Латвийской ССР.
В 1945 году в Педедзской волости были созданы Ясенецкий, Кюршский и Педедзский сельские советы, находившиеся в 1946—1949 годах в составе Алуксненского уезда.
После отмены в 1949 году волостного деления Педедзский сельсовет входил поочерёдно в состав Алуксненского (1949—1962, 1967—2009) и Гулбенского (1962—1967) районов.
В 1951 году к Педедзскому сельсовету была присоединена территория ликвидированного колхоза им. Ленина Ясенецкого сельского совета, а в 1957 году — ликвидированного Кюршского сельсовета.
До 1976 года исполком сельсовета располагался в здании бывшего волостного правления (сейчас в этом здании находится магазин).
В 1990 году Педедзский сельсовет был реорганизован в волость. По итогам административно-территориальной реформы 2009 года Педедзская волость вошла в состав Алуксненского края.